# Урванов, Марк Дмитриевич
Марк Дми́триевич Урва́нов (12 мая 1996, Первоуральск) — российский боксёр, представитель полулёгкой весовой категории. Выступает на профессиональном уровне начиная с 2015 года, чемпион России, чемпион Азии и стран Тихоокеанского региона по версии ВБС.

## Биография
Марк Урванов родился 12 мая 1996 года в городе Первоуральске Свердловской области. Активно заниматься боксом начал в возрасте двенадцати лет — выбрал единоборства по наставлению отца, кандидата в мастера спорта по рукопашному бою, а именно в бокс пошёл по той причине, что эта секция была единственной бесплатной в городе. После окончания школы проходил обучение в Колледже уральскoго государственного экономического университета.
В детстве Марк Урванов занимался в музыкальной школе по классу баян и ходил в театральный кружок, но позже перешел в бокс.
Во время пандемии коронавируса стал волонтером и развозил гуманитарную помощь нуждающимся семьям Первоуральска.

### Любительская карьера
Впервые заявил о себе в сезоне 2011 года, одержав победу на прошедшем в Кургане юниорском открытом турнире по боксу памяти Виктора Меженова. Год спустя принял участие в чемпионате России среди юниоров в Казани — был остановлен уже на стадии 1/8 финала, проиграв со счётом 4:9 Максиму Кривцову. Также в этом сезоне отметился выступлением на Кубке Велеса в Кургане, где победил двоих соперников и одному проиграл.
В 2014 году выступил на мемориальном турнире памяти Исмаила Хамзалиева в Таджикистане, на предварительном этапе со счётом 0:3 уступил таджикскому боксёру Мухамадхуче Якубову. Помимо этого, неоднократно побеждал на первенстве Свердловской области и на первенстве Уральского федерального округа, в любительском боксе имеет разряд кандидата в мастера спорта России..

### Профессиональная карьера
Дебютировал на профессиональном уровне в апреле 2015 года, но дебют получился неудачным — Урванов встретился с довольно сильным соотечественником Михаилом Алексеевым и по итогам четырёх раундов проиграл ему единогласным решением судей. Сам объяснил свой проигрыш излишним волнением. Тем не менее, их поединок получился зрелищным и был признан лучшим боем вечера. На молодого боксёра обратил внимание известный промоутер Алексей Титов, он предложил ему подписать контракт со своей промоутерской компанией Titov Boxing Promotions и переехать на постоянное жительство в Екатеринбург.
Дальнейшая карьера Урванова складывалась весьма удачно, до конца года он одержал пять побед подряд. Благодаря череде удачных выступлений удостоился права оспорить вакантный титул чемпиона России в полулёгкой весовой категории и в феврале 2016 года забрал-таки чемпионский пояс себе, победив единогласным судейским решением опытного Алексея Шорохова. В следующем бою техническим нокаутом в десятом раунде одолел азербайджанского боксёра Рауфа Агаева и завоевал тем самым сразу два стоявших на кону чемпионских титула: стал чемпионом Азии и стран Тихоокеанского региона по версии Всемирного боксёрского совета (WBC).
На ноябрь 2016 года запланирован бой Марка Урванова против филиппинца Марвина Эскуэрдо, при этом в их поединке будет разыгран титул интерконтинентального молодёжного чемпиона по версии Всемирной боксёрской организации (WBO).
В феврале 2018 года оспаривал вакантные титулы чемпиона Балтии по версии Международной боксёрской федерации (IBF) и континентального чемпиона по версии Всемирной боксёрской ассоциации (WBA), но по итогам двенадцати раундов единогласным судейским решением проиграл непобеждённому представителю Таджикистана Мухаммадхуче Якубову.
В марте 2020 года боксировал за вакантный титул золотого чемпиона WBA во втором полулегком весе против киргизского боксера Акжола Сулайманбека Уулу. Поединок закончился досрочной победой Урванова в седьмом раунде.

## Статистика в профессиональном боксе
В таблице перечислены результаты всех поединков боксёров.
В каждой строке указан результат поединка. Дополнительно номер поединка обозначен цветом, который обозначает итог поединка. Расшифровка обозначений и цветов представлена в нижеследующей таблице.
| Пример | Расшифровка                     |
| ------ | ------------------------------- |
|        | Победа                          |
|        | Ничья                           |
|        | Поражение                       |
|        | Планируемый поединок            |
|        | Поединок признан несостоявшимся |
| КО     | Нокаут                          |
| ТКО    | Технический нокаут              |
| PTS    | Решение судей (по очкам)        |
| UD     | Единогласное решение судей      |
| MD     | Решение большинства судей       |
| SD     | Раздельное решение судей        |
| RTD    | Отказ от продолжения боя        |
| DQ     | Дисквалификация                 |
| NC     | Поединок признан несостоявшимся |

| 21 | 7 марта 2020     | Уулу, Акжол Сулайманбек (15-0-0) | Академия единоборств РМК, Екатеринбург, Россия | TKO7 (10)  | Выиграл вакантный титул WBO Gold.                          |
| 20 | 2 ноября 2019    | Евгений Чупраков (21-1-0)        | Академия единоборств РМК, Екатеринбург, Россия | TKO3 (10)  | Выиграл вакантный титул WBO International.                 |
| 19 | 13 июля 2019     | Марко Демесильо (24-7-1)         | Академия единоборств РМК, Екатеринбург, Россия | UD8 (8)    | Урванов был в нокдауне в 7 раунде.                         |
| 18 | 23 марта 2019    | Пфарисо Нелувхулани (12-13-2)    | Академия единоборств РМК, Екатеринбург, Россия | TKO2 (8)   | Нелувхулани был в нокдауне в 1 и 2 раундах.                |
| 17 | 10 ноября 2018   | Ховилито Алихарбес (16-4-0)      | Академия единоборств РМК, Екатеринбург, Россия | KO3 (8)    | Алихарбес был в нокдауне во 2 раунде.                      |
| 16 | 7 сентября 2018  | Никита Кузнецов (9-0-1)          | Трактор, Челябинск, Россия                     | SD10 (10)  | Бой за вакантные титулы EBP, IBF Youth и WBC CISBB.        |
| 15 | 4 мая 2018       | Ферузбек Юлдашев (12-3)          | Академия единоборств РМК, Екатеринбург, Россия | UD8 (8)    |                                                            |
| 14 | 10 февраля 2018  | Мухаммадхуча Якубов (10-0-0)     | ДИВС, Екатеринбург, Россия                     | UD12 (12)  | Бой за вакантные титулы IBF Baltic и WBA Continental.      |
| 13 | 16 сентября 2017 | Андрей Исаев (30-9)              | Дом печати, Екатеринбург, Россия               | SD8 (8)    |                                                            |
| 12 | 9 июля 2017      | Дзин Миура (9-1-0)               | ДИВС, Екатеринбург, Россия                     | SD8 (8)    | Защитил титул WBO Asia Pacific Youth.                      |
| 11 | 25 марта 2017    | Гленн Энтерина (10-1-1)          | ДК ПНТЗ, Первоуральск, Россия                  | UD10 (10)  | Урванов был в нокдауне в 10 раунде.                        |
| 10 | 18 февраля 2017  | Александр Салтыков (10-39-3)     | Трактор, Челябинск, Россия                     | TKO3 (6)   | Салтыков трижды был в нокдауне.                            |
| 9  | 18 ноября 2016   | Марвин Эскуэрдо (7-1-1)          | ДИВС, Екатеринбург, Россия                     | TKO6 (8)   | Завоевал вакантный титул WBO Asia Pacific Youth.           |
| 8  | 17 сентября 2016 | Рауф Агаев (17-4-0)              | СКК им. В. Блинова, Омск, Россия               | TKO10 (10) | Завоевал вакантные титулы WBC Asian и WBC Eurasia Pacific. |
| 7  | 27 февраля 2016  | Алексей Шорохов (7-7-0)          | Арена, Екатеринбург, Россия                    | UD10 (10)  | Завоевал вакантный титул чемпиона России.                  |
| 6  | 17 декабря 2015  | Мусаиб Асадов (1-3-0)            | Водолей, Екатеринбург, Россия                  | UD8 (8)    |                                                            |
| 5  | 13 ноября 2015   | Беймбет Есов (дебют)             | ДК ПНТЗ, Первоуральск, Россия                  | TKO1 (6)   |                                                            |
| 4  | 26 сентября 2015 | Махир Пашаев (2-1-0)             | Арена, Екатеринбург, Россия                    | UD6 (6)    |                                                            |
| 3  | 30 июля 2015     | Сергей Соколов (0-1-0)           | Амбар, Тольятти, Россия                        | TKO6 (6)   | Соколов трижды был в нокдауне.                             |
| 2  | 12 июня 2015     | Владимир Антон (дебют)           | Арена, Екатеринбург, Россия                    | TKO2 (4)   |                                                            |
| 1  | 24 апреля 2015   | Михаил Алексеев (дебют)          | Водолей, Екатеринбург, Россия                  | UD4 (4)    | Профессиональный дебют Урванова.                           |